# Västmannagatan

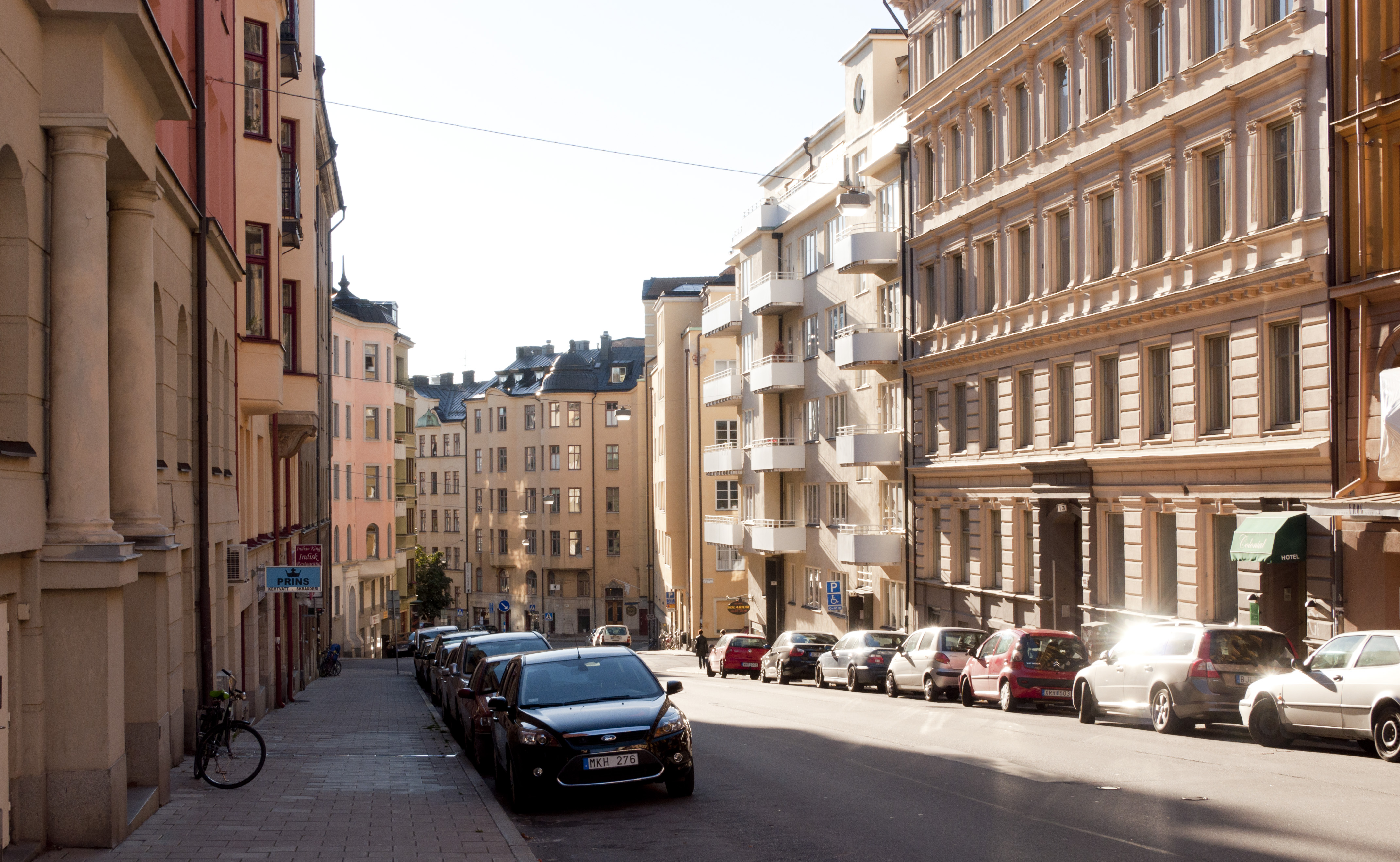
Västmannagatan söderut, från Tegnérgatan, oktober 2010.

Västmannagatan är en gata på Norrmalm och Vasastan i Stockholms innerstad. Den sträcker sig cirka 1,5 kilometer, från LO-borgen vid Norra Bantorget i söder till Sankt Eriksgatan i norr.

## Allmänt
Gatan fick sitt namn 1884. I likhet med de parallella Dala- och Upplandsgatorna fick den sitt namn efter de norra landskapen. Delen mellan Wallingatan och Kammakargatan hette dessförinnan Byggmästargränden. Gatan söder om Odengatan bebyggdes till stor del under 1800-talets sista årtionden. 
Längs med gatan ligger bland annat Adolf Fredriks folkskola och Gustaf Vasa kyrka. Inne på gården på nummer 81 hade Meyers konstgjuteri sin verksamhet mellan 1900 och 1973. Vid hörnet med Norra bantorget ligger den så kallade LO-borgen, ursprungligen Carlbergska huset.

## Bilder

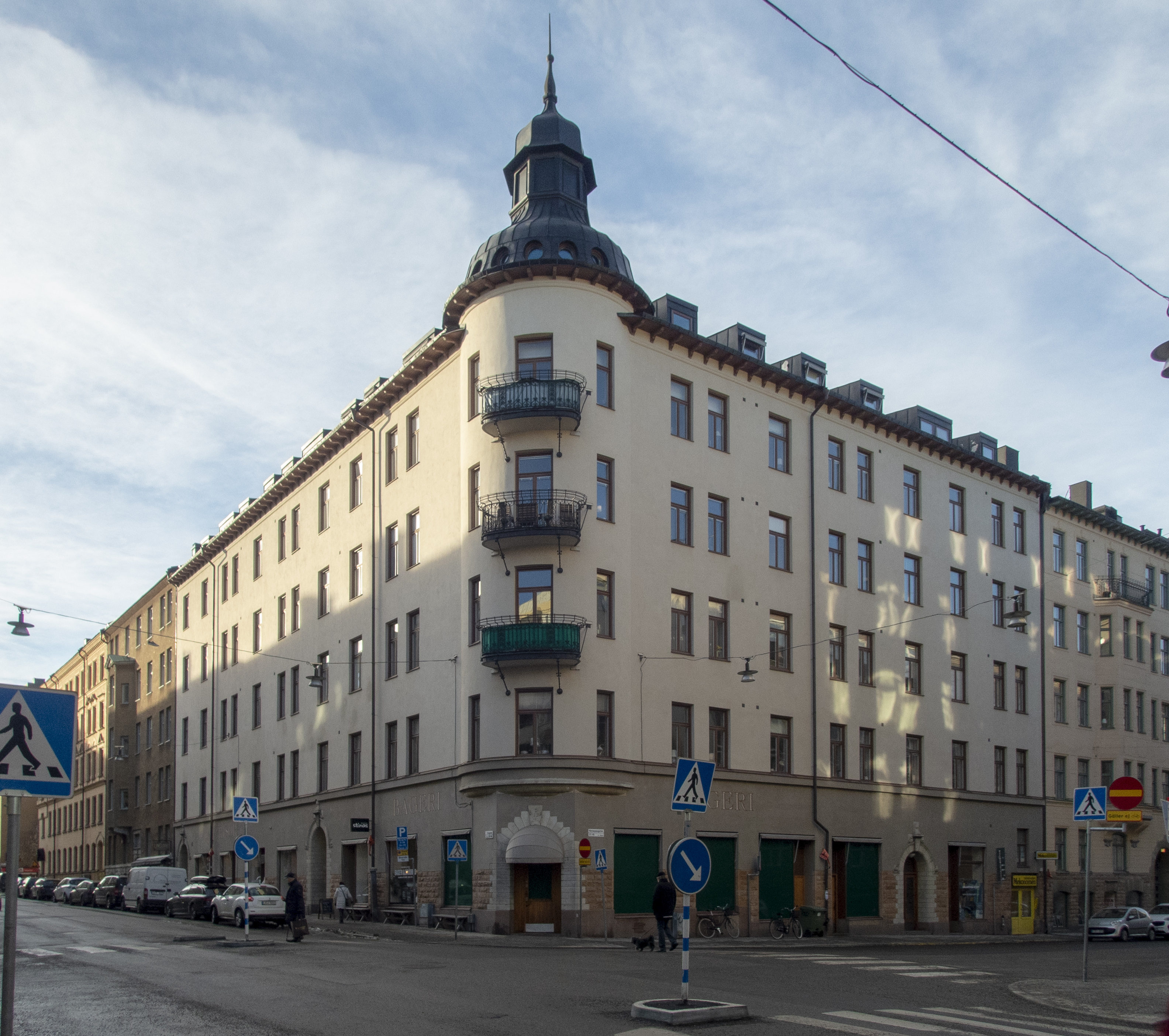
Fastigheten Midgård 3, Frejgatan 46, Västmannagatan 77.
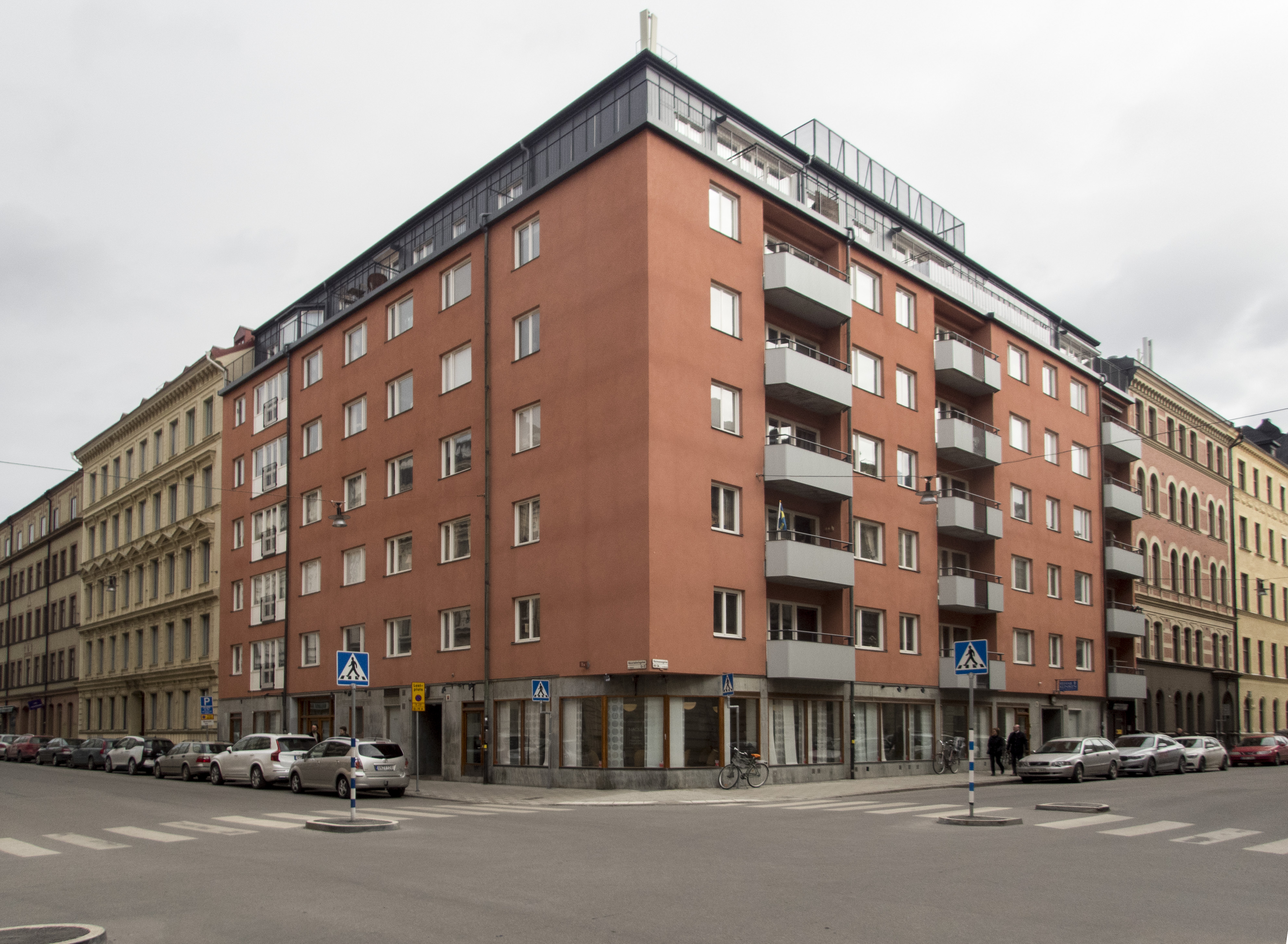
Fastigheten Kometen 3, Observatoriegatan 17, Västmannagatan 40.
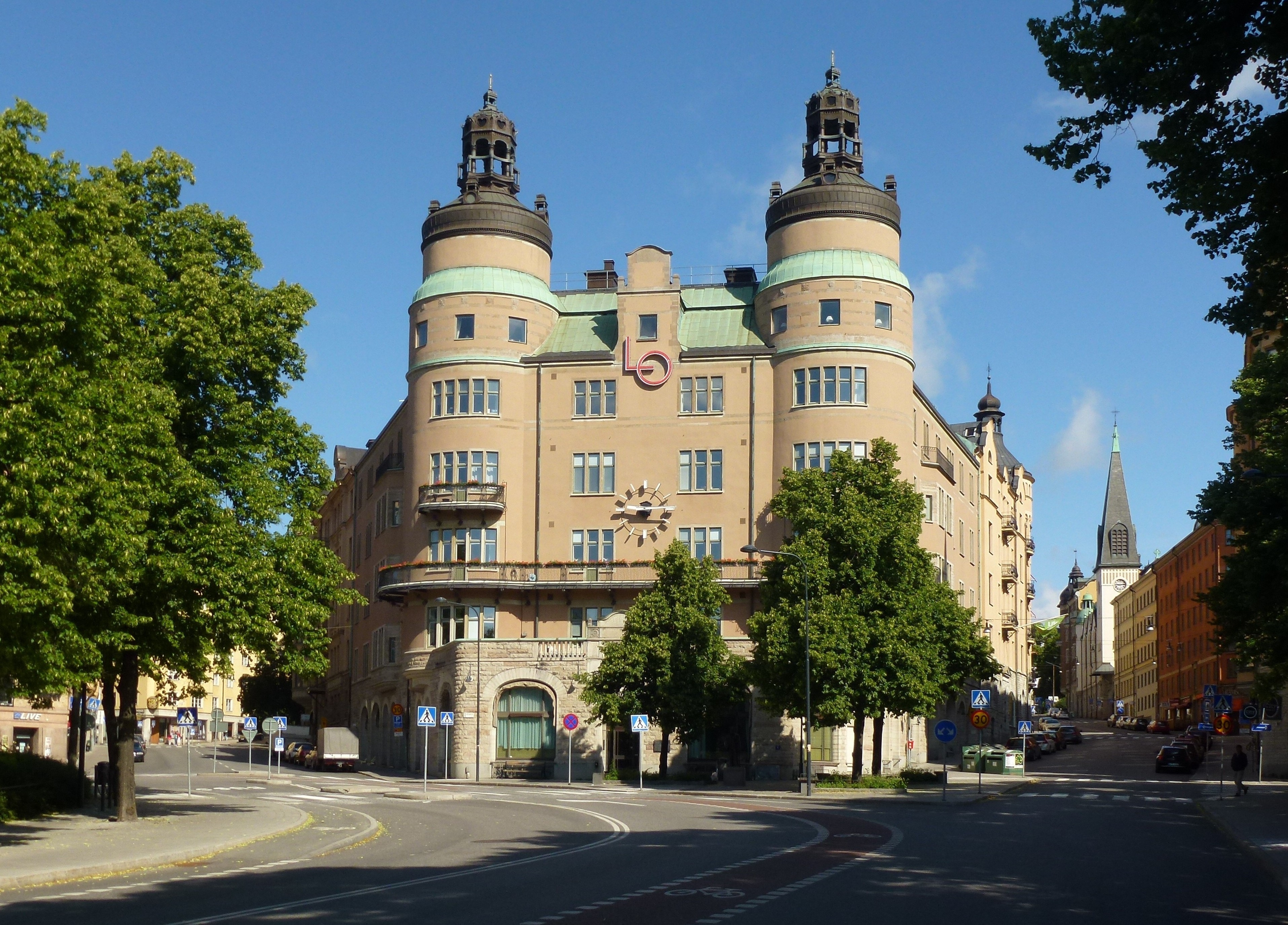
LO-borgen med Västmannagatan till vänster.
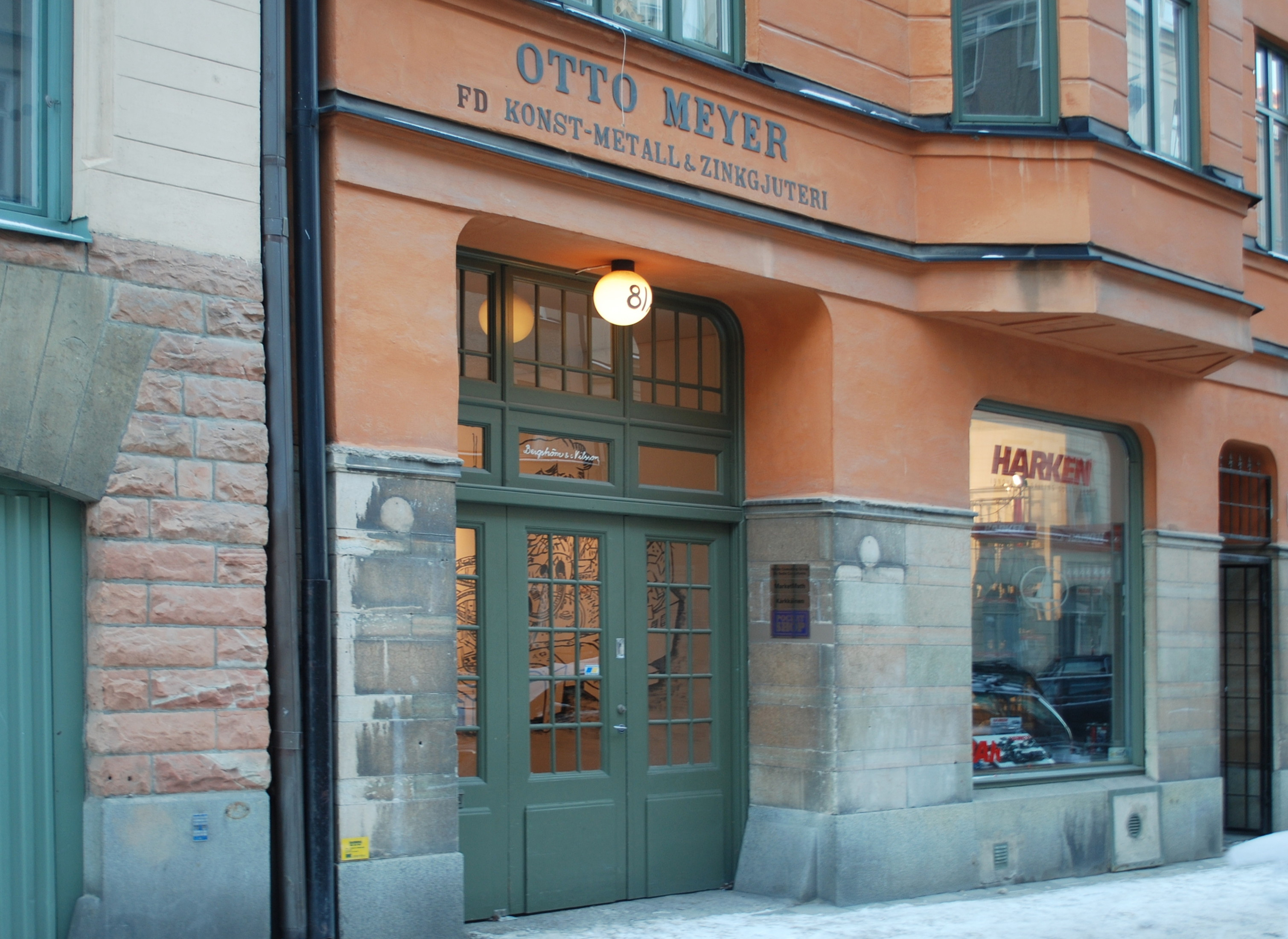
Ingången till före detta Meyers konstgjuteri.